# باشگاه فوتبال نووارا
باشگاه فوتبال نووارا (انگلیسی: Novara Calcio) یک باشگاه فوتبال ایتالیایی واقع در نووارا، پیمونت می‌باشد.

## تاریخچه

### صعود به سری بی و سری آ
نووارا در سال ۲۰۰۹–۱۰ پس از ۳۳ سال توانست به سری بی صعود کند.
این باشگاه در ۱۲ ژوئن ۲۰۱۱ توانست بعد از ۵۵ سال مجدداً جواز حضور در سری آ را کسب کند. این صعود با شکست پادووا در پلی آف سری بی حاصل شد. هر دو صعود در زمانی که باشگاه تحت مربیگری آتیلیو تسر بود به دست آمد.

### حضور در سری آ
در تاریخ ۲۰ سپتامبر ۲۰۱۱ نووارا در اولین بازی خانگی خود در سری آ که بعد از ۵۵ سال رقم می‌خورد، در مقابل اینتری قرار گرفت که توانسته بود در جام باشگاه‌های فوتبال جهان در سال ۲۰۱۰ قهرمان شود. نووارا در این بازی توانست با نتیجه ۳–۱ اینتر را شکست دهد و یک پیروزی تاریخی کسب کند.
نووارا فقط یک فصل در سری آ باقی ماند و مجدداً به سری بی سقوط کرد.